# Comté de Cascade
Le comté de Cascade est un des 56 comtés de l’État du Montana, aux États-Unis. En 2010, la population était de 81 327 habitants. Son siège est Great Falls. Le comté a été fondé en 1887.

## Géolocalisation
| Comté de Teton          |                  | Comté de Chouteau     |
| Comté de Lewis et Clark | Comté de Cascade | Comté de Judith Basin |
|                         | Comté de Meagher |                       |

## Principales villes

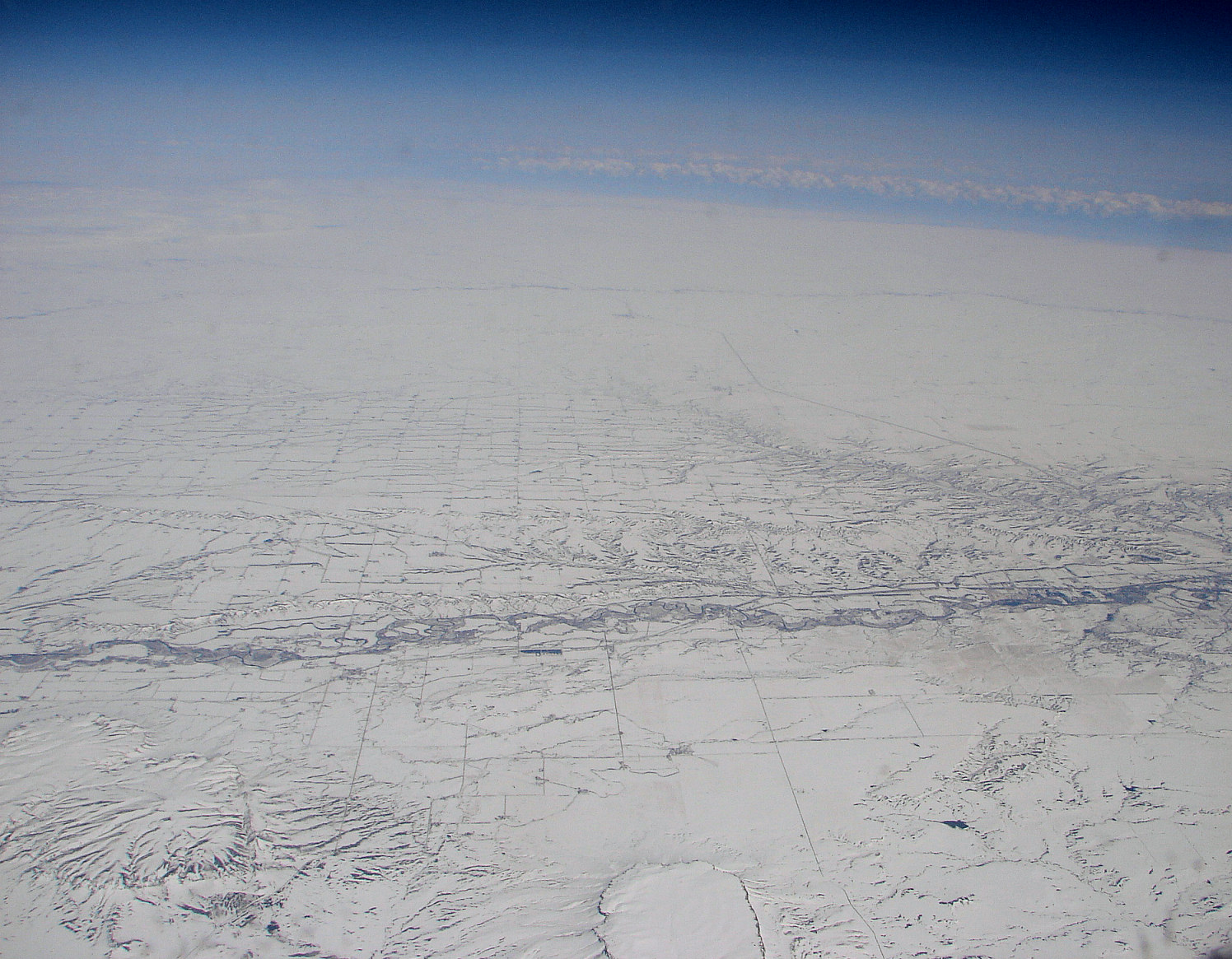
Comté de Cascade et Rivière Sun

- Belt
- Cascade
- Great Falls
- Neihart